# Andrea Mansi
Andrea Mansi (Ravello, 1919 – Napoli, 12 settembre 1943) è stato un marinaio della Regia Marina, fucilato per essere stato accusato ingiustamente di aver ucciso un soldato tedesco durante un rastrellamento delle truppe naziste nel corso della seconda guerra mondiale.

## Biografia
Nasce a Ravello nel 1919 e viene arruolato nella Regia Marina Italiana nel 1941.

### I rastrellamenti tedeschi e la fucilazione
Il giovane marinaio di leva il 12 settembre 1943 si trovava a Napoli dove prestava servizio presso l'ospedale militare di Fuorigrotta, dopo qualche giorno di licenza. Quando fu firmato l'armistizio a Cassibile, la situazione precipitò e le forze armate italiane si trovarono allo sbando per mancanza di organizzazione militare.
In questa situazione caotica si trovò il giovane militare Andrea Mansi. I napoletani compirono molte azioni di resistenza  contro il nemico, questo sollevamento popolare provocò la rabbiosa rappresaglia nazista e molti civili furono fatti prigionieri.
Il marinaio, all'oscuro di tutto di trovarsi al posto e al momento sbagliato, e delle rappresaglie compiute dai tedeschi, in divisa militare mentre circolava per Napoli venne catturato per strada dai nazisti e ingiustamente accusato di aver attentato alla vita di un soldato tedesco, fu quindi condannato a morte e fucilato sulle scale della università di Napoli. Furono costretti ad assistere all'esecuzione centinaia di persone come monito per chi avesse compiuto altre azioni simili contro i militari tedeschi avrebbe fatto la stessa fine. Esiste un filmato della fucilazione del giovane marinaio.
Per molti anni il nome di quel giovane militare fucilato sullo scalone della università è rimasto ignoto, solo recentemente gli è stato attribuita la sua vera identità. Il comune di Ravello da qualche anno ha iniziato a commemorare ogni anni il sacrificio del giovane concittadino.
L'episodio è ricordato anche nel film Le quattro giornate di Napoli (1962) dove il giovane marinaio è interpretato da Jean Sorel.

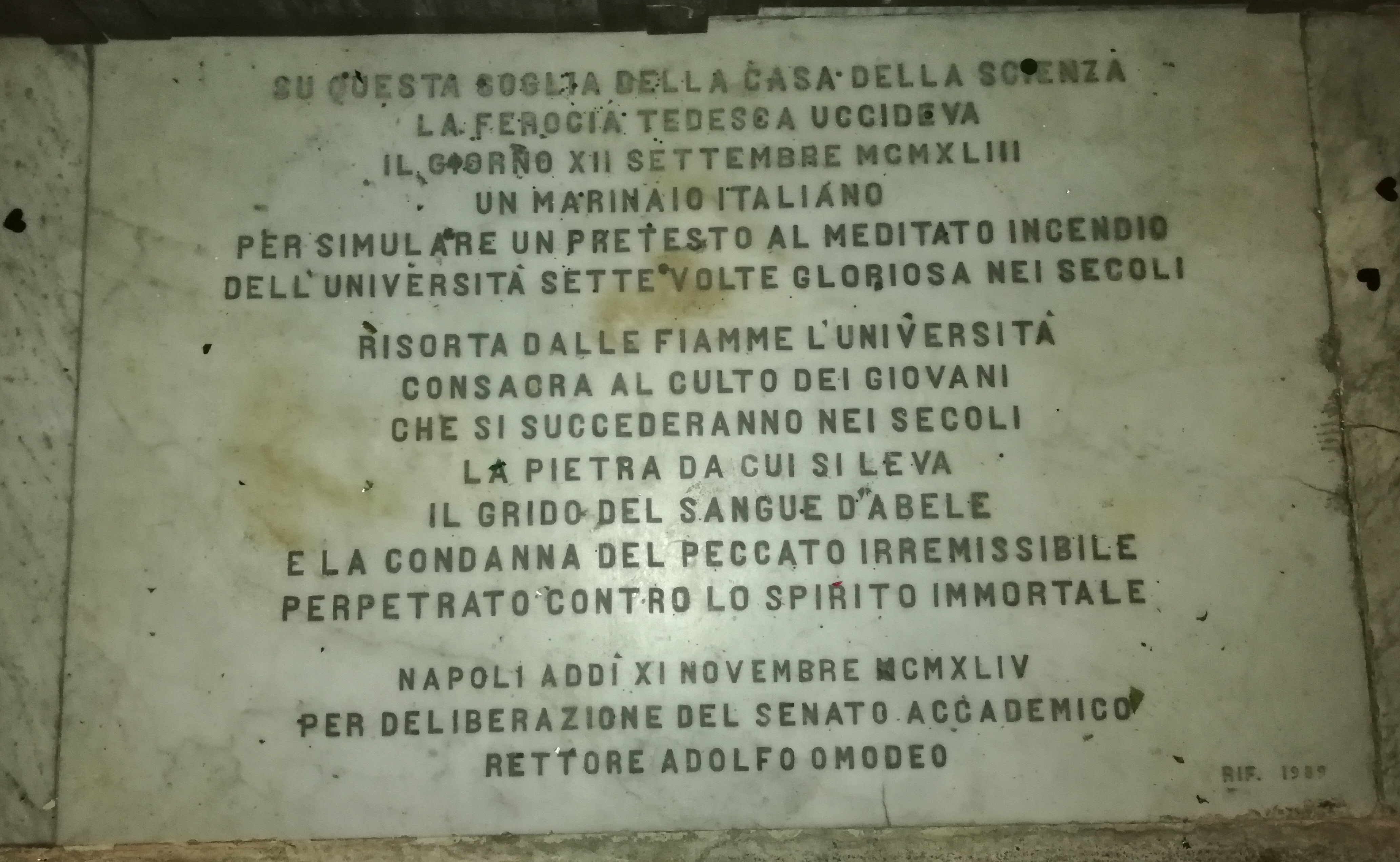
Epigrafe che fa riferimento ad Andrea Mansi posta all'ingresso principale dell' Università Federico II di Napoli.

## Riconoscimenti
Sulle scale della Università di Napoli Federico II c'è una lapide dove si ricorda il tragico evento, dedicata al "milite ignoto", poi identificato come Andrea Mansi.
Il Comune di Ravello gli ha dedicato una piazza del rione Lacco, da dove era partito lo sfortunato marinaio.